# Marleen Radder
Marleen Radder-Willems (22 februari 1951) is een Nederlandse snelwandelaarster, die zich vooral heeft toegelegd op de ultra-afstanden. Zij won driemaal, in 1997, 2001 en 2002 de vrouwenwedstrijd van Parijs-Colmar over rond de 350 kilometer.
Marleen Radder was houdster van de Nederlandse records op de 20.000 m snelwandelen op de baan en de 20 km snelwandelen op de weg. Bij de masters is ze naast deze afstanden Nederlands recordhoudster op de 3000 m, 5000 m en 10.000 m.
Marleen Radder is lid van de Rotterdamse Wandelsport Vereniging.

## Persoonlijke records
Outdoor
| Onderdeel             | Prestatie         | Datum        | Plaats  |
| --------------------- | ----------------- | ------------ | ------- |
| 3000 m snelwandelen   | 16.42,24          | 24 juni 2000 | Ninove  |
| 5000 m snelwandelen   | 28.27,1           | 1 juli 2000  | Best    |
| 10.000 m snelwandelen | 58.19,5           | 5 april 1998 | Tilburg |
| 20.000 m snelwandelen | 2:04.11,0 (ex-NR) | 7 april 2002 | Tilburg |

Weg
| Onderdeel          | Prestatie       | Datum          | Plaats    |
| ------------------ | --------------- | -------------- | --------- |
| 10 km snelwandelen | 58.36           | 8 januari 2006 | Rotterdam |
| 20 km snelwandelen | 2:04.30 (ex-NR) | 31 mei 1997    | Den Haag  |

Indoor
| Onderdeel           | Prestatie | Datum            | Plaats  |
| ------------------- | --------- | ---------------- | ------- |
| 3000 m snelwandelen | 17.07,8   | 27 februari 2005 | Zaandam |
| 5000 m snelwandelen | 30.04,4   | 20 november 2004 | Zaandam |